# Shin Ryu-jin
Shin Ryu-jin (em coreano: hangul: 신류진; hanja: 申留真; romaniz.: Romanização revisada: Shin Ryujin; McCune-Reischauer: Shin Ryuchin; nascida em Seul, Coreia do Sul, em 17 de abril de 2001) mais conhecida apenas como Ryujin (em coreano: hangul: 류진; hanja: 留真; romaniz.: Romanização revisada: Ryujin; McCune-Reischauer: Ryuchin), é uma cantora, rapper e dançarina sul-coreana. Ela é popularmente conhecida por ser integrante do grupo feminino Itzy, formado pela JYP Entertainment em 2019.

## Biografia
Ryujin nasceu em Gwangjin-gu, Seul, Coreia do Sul, em 17 de abril de 2001. Sua família é composta por seus pais e seu irmão mais velho. Ela estudou na Hanlim Arts School no departamento de prática em Dança, onde se formou em fevereiro de 2020, ao lado de Chaeryeong.

## Carreira

### Pré-estreia
Ryujin foi flagrada durante um concerto do Got7 por um membro da equipe da JYP Entertainment, que imediatamente pediu seu número de telefone. Ela se juntou à JYP Entertainment em 2015 e treinou por 4 anos antes de estrear no ITZY. Posteriormente, o CEO da YG Entertainment pediu-lhe para assinar contrato com a empresa, mas ela recusou.
Em 2017, Ryujin apareceu no filme sul-coreano The King e em agosto, participou do videoclipe do BTS "LOVE YOURSELF Highlight Reel '起承轉結'", no qual ela dançou ao lado de J-Hope e Jimin. Em outubro de 2017, Ryujin fez o teste para o reality show de sobrevivência Mix Nine. Depois de passar na audição, ela ficou em primeiro lugar do time feminino até o episódio final, mas foi eliminada quando o time masculino ganhou contra o feminino e, portanto, não conseguiu estrear. No mesmo mês, ela participou do reality show da Mnet, Stray Kids, ao lado de Yuna, Chaeryeong e Yeji.

### 2019–presente: Estreia com ITZY
Em 20 de janeiro, juntamente com suas colegas ela foi revelada como integrante do ITZY, o mais novo grupo feminino da JYP Entertainment. Elas estrearam em 12 de fevereiro, com o single "(달라달라) DALLA DALLA".

## Discografia

### Como artista convidada
| Título                                                   | Ano  | Álbum                     |
| -------------------------------------------------------- | ---- | ------------------------- |
| "Break My Heart Myself" (Bebe Rexha part. Yeji e Ryujin) | 2022 | Adicionado à nenhum álbum |

### Créditos de composição
Todos os créditos das canções são adaptados do banco de dados da Korea Music Copyright Association, salvo indicação em contrário.
| Ano  | Artista | Canção              | Álbum      | Letrista  | Letrista                      | Compositor | Compositor                                                                    |
| Ano  | Artista | Canção              | Álbum      | Creditada | Com                           | Creditada  | Com                                                                           |
| ---- | ------- | ------------------- | ---------- | --------- | ----------------------------- | ---------- | ----------------------------------------------------------------------------- |
| 2024 | ITZY    | "Run Away (Ryujin)" | Born To Be | Yes       | Jvde, Byeoldeului Jeonjaeng 2 | Yes        | Athena, Jvde, Byeoldeului Jeonjaeng 1, Woo Bi, Pablo, Byeoldeului Jeonjaeng 2 |

## Filmografia

### Filmes
| Ano  | Título   | Papel | Notas | Ref.  |
| ---- | -------- | ----- | ----- | ----- |
| 2017 | The King | Jimin | Cameo | [ 6 ] |

### Reality shows
| Ano  | Título     | Canal | Notas                      | Ref.   |
| ---- | ---------- | ----- | -------------------------- | ------ |
| 2017 | Mix Nine   | JTBC  | Concorrente                | [ 10 ] |
| 2017 | Stray Kids | Mnet  | Episódio 1, com Team Girls | [ 11 ] |

## Videografia

### Aparições em videoclipes
| Ano  | Artista | Título                         | Notas                                   | Ref.  |
| ---- | ------- | ------------------------------ | --------------------------------------- | ----- |
| 2017 | BTS     | "Love Yourself Highlight Reel" | Participação como par de Jimin e J-Hope | [ 7 ] |